# Mushuc Runa Sporting Club
Mushuc Runa Sporting Club  é um clube de futebol equatoriano originário da cidade de Ambato, fundado em 2 de janeiro de 2003.

## História
A equipe estreou na Segunda Categoria de Tungurahua em 2009, onde dois anos depois obteve seu primeiro acesso a Série B nacional. Entre 2014 e 2016 esteve na Série A do Equador, quando foi rebaixado, retornando em 2019 a divisão principal. Nesse mesmo ano disputou a Copa Sul-Americana, sua primeira competição internacional. Em sua terceira participação na Copa Sul-Americana, em 2025, fez história ao disputar pela primeira vez a fase de grupos, em que obteve grandes resultados, entre os quais uma vitória fora de casa sobre a equipe brasileira Cruzeiro e, em seguida, classificar-se para as oitavas-de-finais da competição em primeiro lugar em seu grupo de forma invicta e como melhor primeiro colocado de todos os grupos.

## Títulos

### Nacionais
- Série B Equatoriana:

Campeão (1): 2018

### Regionais
- Campeonato Provincial da Liga Amadora de Tungurahua:

Campeão (1): 2008
- Segunda Categoria de Tungurahua:

Campeão (2): 2009 e 2011

## Campanhas de destaque

### Internacionais
- Copa Sul-Americana: oitavas-de-finais (2025)

### Nacionais
- Copa Equador: semifinais (2022)